# 小田裕之
小田裕之（日语：／ Oda Hiroyuki，1988年8月6日—），三重县出身，日本男子摔跤运动员。他曾代表日本参加2010年亚洲运动会摔跤比赛，获得男子自由式60公斤级银牌。